# قطعنامه ۱۳۴۳ شورای امنیت
قطعنامه ۱۳۴۳ شورای امنیت سازمان ملل متحد که در تاریخ ۰۷ مارس ۲۰۰۱ تصویب شد، سندی بین‌المللی دربارهٔ بررسی وضعیت در سیرالئون است. این قطعنامه طی نشست ۴۲۸۷ام با ۱۵ رای موافق، ۰ مخالف و ۰ ممتنع تصویب شد.